# Michael Vandergucht

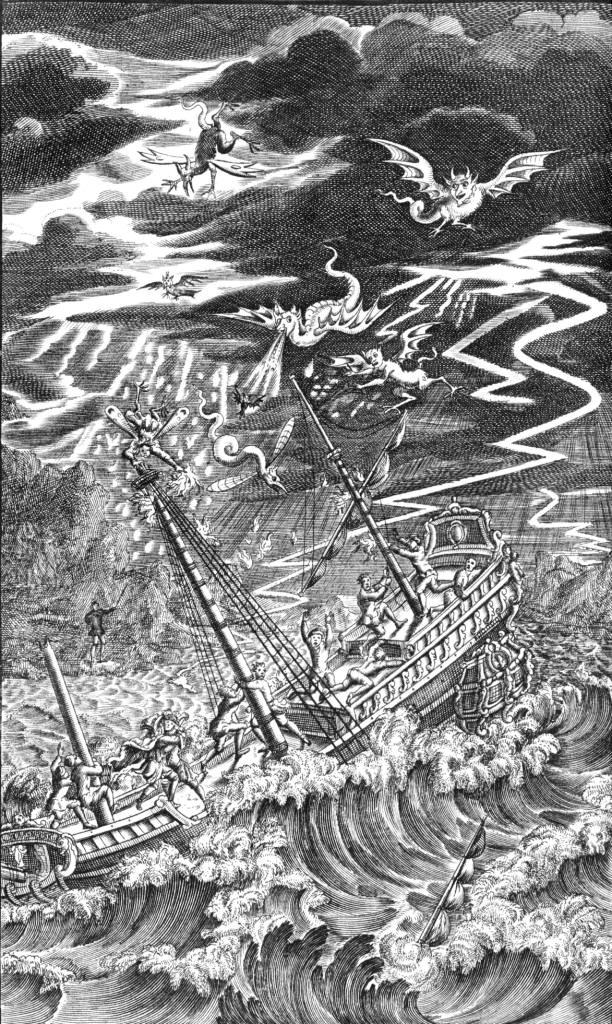
Illustratie voor Shakespeare's toneelstuk De storm voor Nicholas Rowes "The Works of Mr. William Shakespeare" (1709).

Michael Vandergucht of Michiel van der Gucht (Antwerpen, ca. 1660 - Bloomsbury (Londen), 16 oktober 1725) was een Vlaamse graveur en schilder die het grootste deel van zijn carrière in Engeland werkte. Hij graveerde portretten, boekillustraties en architectuurprenten en schilderde portretten.

## Leven
Vandergucht werd geboren in Antwerpen, waar hij een leerling werd van Frederik Bouttats de Jongere. Hij stond tussen 18 september 1672 en 18 september 1673 als leerling ingeschreven in de Antwerpse Sint-Lucasgilde. Hij stond geregistreerd in Amsterdam toen hij op 19 juni 1682 ondertrouwde met Maria van Hogenbergh van Aerschot. Hij woonde aan de Rozengracht (Amsterdam).
Hij verhuisde vóór juli 1688 naar Engeland. Hij leidde zijn zonen Gerard Vandergucht (1696/7-1776) en Jan Vandergucht (of John) (c.1699-c.1730) en George Vertue en James Smith op als graveurs. Zijn zoon Gerard werd een van de toonaangevende graveurs in Londen, volgens de Franse methode om nauwkeurig graveren te combineren met de geëtste tonen. Gerard had 30 kinderen van wie één, Benjamin, een succesvol graveur, beeldrestaurateur en schilder was.
Hij stierf in zijn woning aan jicht, in de Golden Head in Queen Street, Bloomsbury (Londen), en werd begraven op het kerkhof van St Giles in the Fields.

## Werk
Vandergucht graveerde portretten, boekillustraties en architectuurprenten en schilderde portretten. Hij hield zich aan een ingetogen vorm van graveren, zonder etsen. Zijn figuren lijken vaak houten en ongeïnspireerd.
Hij leverde veel van de gravures voor de eerste volledige Engelse vertaling van Andrea Palladios I quattro libri dell'architettura gepubliceerd in Londen in 1715. De meeste platen in de publicatie zijn omgekeerde kopieën van die in de originele editie, maar met metingen gecorrigeerd door de redacteur en uitgever, Giacomo Leoni.